# Ignazio Zuccaro
Ignazio Zuccaro (Palermo, 23 agosto 1839 – Palermo, 28 novembre 1913) è stato un vescovo cattolico italiano.

## Biografia

### Formazione e ministero sacerdotale
Palermitano di origine, nacque da una famiglia di cattolici praticanti.
Fu ordinato presbitero il 14 giugno 1862.

### Ministero episcopale
Il 22 giugno 1896 papa Leone XIII lo nominò vescovo di Caltanissetta. Ricevette l'ordinazione episcopale il 19 luglio seguente nella cattedrale di Palermo dal cardinale Michelangelo Celesia, arcivescovo metropolita di Palermo, co-consacranti furono mons. Domenico Gaspare Lancia di Brolo, arcivescovo metropolita di Monreale, e mons. Giacomo Daddi, vescovo ausiliare di Palermo. La sua azione pastorale si svolse in continuità con il suo predecessore. Incrementò e sostenne il movimento cattolico, che in quegli anni ebbe un notevole sviluppo, sorsero in questo periodo le casse rurali, cooperative di lavoro e le società di mutuo soccorso. Sotto il suo governo pastorale nacque il giornale diocesano L'Aurora, diretto dal sacerdote don Angelo Gurrera, suo segretario. L'appoggio del vescovo Zuccaro alle iniziative sociali, manifestata in una proficua collaborazione con don Gurrera, crearono un atteggiamento di ostilità ed opposizione da parte delle autorità locali e delle classi nobiliari, che subito inviarono esposti contro il vescovo alla Santa Sede. Il vescovo fu travolto da una valanga di infamità: presunte amanti, presunte ruberie, presenti favoritismi, presunte deviazioni eretiche e frequentazioni con ideologie moderniste. La Santa Sede decise di inviare a Caltanissetta un visitatore apostolico nella persona del padre redentorista Ernesto Bresciani, il quale condannò mons. Zuccaro senza possibilità di appello.

### Rinuncia al ministero episcopale e morte
Il 30 aprile 1906, dopo dieci anni di irreprensibile ministero, rassegnò le dimissioni e venne contestualmente nominato da papa Pio X vescovo titolare di Archelaide. In punta di piedi lasciò Caltanissetta tornando a Palermo sua città natia portando con sé tante sofferenze. Morì il 28 novembre 1913 all'età di 74 anni. Fu sepolto nel cimitero palermitano di Sant'Orsola. Il suo successore, Antonio Augusto Intreccialagli, in una dettagliata relazione che inviò alla Santa Sede, dimostrò le falsità delle accuse contro il suo predecessore, dimostrando anche la superficialità di giudizio del visitatore apostolico che per tale motivo venne sollevato dal suo incarico.

### Il ritorno a Caltanissetta
Dopo 102 anni, nel gennaio del 2008, le sue spoglie mortali sono ritornate nella città episcopale nissena, per volontà del suo quinto successore, il vescovo Mario Russotto, il quale nell'omelia della celebrazione di accoglienza ha così salutato il suo predecessore:
(Mario Russotto)
La bara con i suoi resti mortali è stata deposta nella quarta cappella della navata di destra della cattedrale, di fronte al sarcofago bronzeo del suo predecessore Guttadauro.

## Genealogia episcopale
La genealogia episcopale è:
- Cardinale Scipione Rebiba
- Cardinale Giulio Antonio Santori
- Cardinale Girolamo Bernerio, O.P.
- Arcivescovo Galeazzo Sanvitale
- Cardinale Ludovico Ludovisi
- Cardinale Luigi Caetani
- Cardinale Ulderico Carpegna
- Cardinale Paluzzo Paluzzi Altieri degli Albertoni
- Papa Benedetto XIII
- Papa Benedetto XIV
- Papa Clemente XIII
- Cardinale Marcantonio Colonna
- Cardinale Giacinto Sigismondo Gerdil, B.
- Cardinale Giulio Maria della Somaglia
- Cardinale Luigi Lambruschini
- Cardinale Girolamo d'Andrea
- Cardinale Michelangelo Celesia, O.S.B.
- Vescovo Ignazio Zuccaro